# Mathias Tietke
Mathias Tietke (* 1959 in Wittenberg) ist ein deutscher Sachbuchautor. Er ist zudem als Yogalehrer tätig.

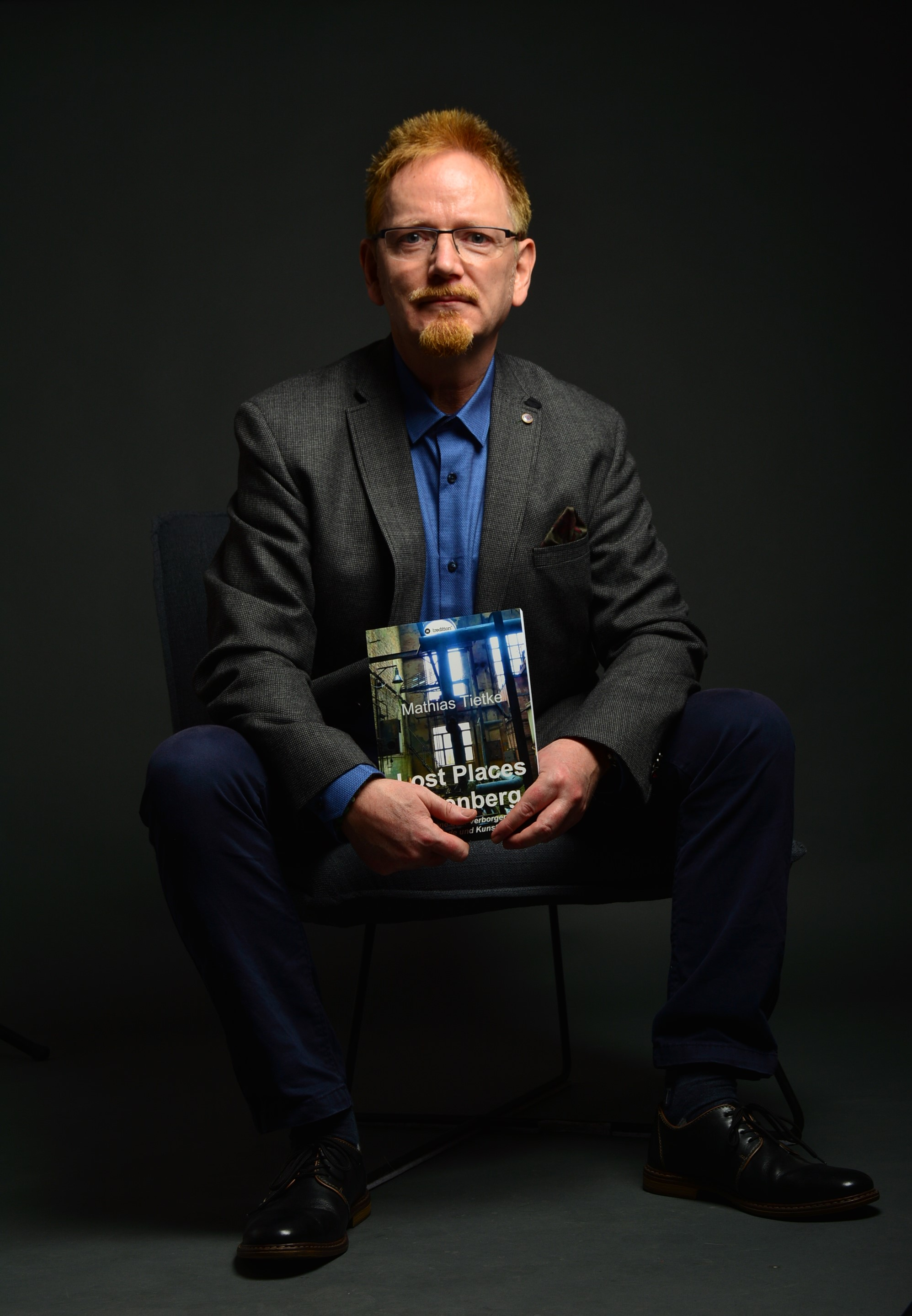
Mathias Tietke, Berlin 2021

## Leben
Mathias Tietke wuchs in Wittenberg auf und besuchte dort die Polytechnischen Oberschule Rosa-Luxemburg. Er war als Möbeltischler im Möbelwerk WiWeNa, als Requisiteur am Elbe-Elster-Theater und als Sarggestalter beim VEB Garten- und Landschaftsgestaltung tätig.
Seit 1987 lebt Tietke in Berlin. Obgleich Tietke nach eigener Aussage Repressalien durch das SED-Regime ausgesetzt war, kam es zur Veröffentlichung einer seiner literarischen Arbeiten: 1988 wurde die Erzählung Beisetzung in der Literaturzeitschrift ndl abgedruckt.
Von 1994 bis 1998 ließ er sich zum Yogalehrer im Berufsverband der Yogalehrenden in Deutschland (BDY) / Europäische Yoga Union (EYU) ausbilden. Er publiziert seitdem auch zum Thema Yoga. Seit 2002 ist er freiberuflich als Fachjournalist, Sachbuchautor und Yogalehrer tätig.

## Veröffentlichungen
- Yoga für Bad & WC. Cartoons von TOM. Eichborn, Frankfurt/Main 2000, ISBN 3-8218-3570-2.
- Yoga. Mehr Entspannung, Energie und Lebensfreude. Compact, München 2004, ISBN 3-8174-5580-1.
- Der Stammbaum des Yoga. 5000 Jahre Yoga. Tradition und Moderne. Theseus, Berlin 2007, ISBN 978-3-89620-199-7.
- Yoga in seiner Vielfalt. Interviews mit Lehrenden. Theseus, Stuttgart 2008, ISBN 978-3-7831-9537-8.
- Yoga im Nationalsozialismus. Konzepte, Kontraste, Konsequenzen. Ludwig, Kiel 2011, ISBN 978-3-86935-013-4.
- Yoga kontrovers. Zehn populäre Irrtümer in Bezug auf Yoga. Phänomen, Hamburg 2013, ISBN 978-84-941609-0-5.
- Yoga in der DDR – Geächtet, Geduldet, Gefördert: Inklusive: Yoga im Ostblock und in der sowjetischen Raumfahrt. Ludwig, Kiel 2014, ISBN 978-3-86935-217-6.
- Wittenberg. Die 99 besonderen Seiten der Stadt. Mitteldeutscher Verlag, Halle 2015, ISBN 978-3-95462-414-0.
- Bier aus dem Marktbrunnen. Wittenberg in den 60er und 70er Jahren. Drei Kastanien Verlag, Wittenberg 2016, ISBN 978-3-942005-60-9.
- Wittenberger Friedhöfe. Geschichte, Gestaltung, Grabmale. Tredition, Hamburg 2017, ISBN 978-3-7439-2126-9.
- Wittenberg. Alles außer Luther. Landschaft, Architektur, Technik, Kunst. Mitteldeutscher Verlag, Halle 2018, ISBN 978-3-95462-895-7.
- Wittenberg im Wandel. Die 1980er Jahre und die Wende. Tredition, Hamburg 2019, ISBN 978-3-7482-1508-0.
- Else Hertzer – Die Vielseitige. Kunsthaus Apolda Avantgarde, Apolda 2019, ISBN 978-3-9817420-7-7 (Einführung, Leben und Werk, Kurzbiographie/Zeittafel).
- Lost Places Wittenberg – 20 verlorene oder verborgene Orte, Gebäude und Kunstwerke. Tredition, Hamburg 2020, ISBN 978-3-7469-2095-5.
- Yogi Hitler. Der Einfluss von Yoga und indischer Philosophie auf die Ideologie des Nationalsozialismus. Verlag Ludwig, Kiel, 2021, ISBN 978-3-86935-253-4
- Lost Places Wittenberg II – 24 verlorene oder verborgene Orte, Gebäude und Kunstwerke. Verlag Tredition, Hamburg, 2022, ISBN 978-3-347-58501-0
- Von Dampfloks und Ikarus-Bussen. Unterwegs in Wittenberg und Umgebung. Ein Rückblick. Verlag Tredition, Hamburg, 2023, ISBN 978-3-347-81513-1